# ماوريسيو بينيدا (لاعب كرة قدم)
ماوريسيو بينيدا (بالإنجليزية: Mauricio Pineda)‏ هو لاعب كرة قدم أمريكي في مركز الوسط، ولد في 17 أكتوبر 1997 في شيكاغو في الولايات المتحدة. لعب مع شيكاغو فاير.

## وصلات خارجية
- ماوريسيو بينيدا (لاعب كرة قدم) على موقع الدوري الأمريكي (الإنجليزية)
- ماوريسيو بينيدا (لاعب كرة قدم) على موقع قاعدة بيانات كرة القدم.إي يو (الإنجليزية)
- ماوريسيو بينيدا (لاعب كرة قدم) على موقع Soccerbase.com (لاعب) (الإنجليزية)
- ماوريسيو بينيدا (لاعب كرة قدم) على موقع Soccerway.com (الإنجليزية)
- ماوريسيو بينيدا (لاعب كرة قدم) على موقع عالم كرة القدم.نت (الإنجليزية)